# Эскобар, Марио
Марио Альберто Эскобар Тока (исп. Mario Alberto Escobar Toca; род. 19 сентября 1986, Гватемала) — гватемальский футбольный судья. Судья ФИФА с 2013 года.

## Карьера
Помимо местной национальной лиги, Марио Эскобар также судил игры на чемпионате КОНКАКАФ U-17 2019 года, чемпионате мира U-17 2019 года, клубном чемпионате мира 2020 года, нескольких Золотых кубках КОНКАКАФ и Кубке Африки 2022 года. Обслуживал финал Золотого Кубка КОНКАКАФ 2019 года между Мексикой и США. Он также работал на финальном матче Лиги чемпионов КОНКАКАФ 2020 года между мексиканским УАНЛ Тигрес и футбольным клубом из Лос-Анджелеса. 
В мае 2022 года ФИФА назначила его одним из 36 главных судей чемпионата мира по футболу 2022 года в Катаре.
В мае 2024 года был отобран одним из главных судей для обслуживания матчей Кубка Америки по футболу, который состоится в июне-июле 2024 года на футбольных полях США. 

### Чемпионат мира 2022
| Стадия         | Дата           | Место                     | Команда 1 | Команда 2 | Результат | Предупреждён | Red card | Пенальти |
| -------------- | -------------- | ------------------------- | --------- | --------- | --------- | ------------ | -------- | -------- |
| Групповой этап | 25 ноября 2022 | Ахмед бин Али, г.Эр-Райян | Уэльс     | Иран      | 0:2 (0:0) | 1 - 2        | 1 - 0    | 0 - 0    |